# Eleanna Christinakī
Eleanna Christinakī (in greco Ελεάννα Χριστινάκη?; Paralimni, 16 dicembre 1996) è una cestista cipriota con cittadinanza greca.

## Carriera
Con la Grecia ha disputato i Campionati mondiali del 2018 e due edizioni dei Campionati europei (2015, 2017).